# Muzička akademija u Sarajevu
Muzička akademija u Sarajevu je najviša matična glazbena visokoškolska, obrazovna, umjetnička i znanstvena institucija u Bosni i Hercegovini. Članica je Sveučilišta u Sarajevu.

## Povijest
Muzička akademija u Sarajevu je osnovana 20. svibnja 1955. godine. Osnivači nove Muzičke akademije, (tada četvrte Akademije u Jugoslaviji) koji su ujedno izvršili i izbor prvih nastavnika bili su profesori: Milenko Živković iz Beograda, Natko Devčić iz Zagreba, Dragotin Cvetko iz Ljubljane, Cvjetko Rihtman i Miroslav Špiler iz Sarajeva,
To prvo pedagoško jezgro Muzičke akademije činili su profesori: Cvjetko Rihtman, Miroslav Špiler, Aleksandar Segedi, Mladen Pozajić, Božidar Trudić, Matusja Blum, Bruna Špiler i Vlasta Debelić. Nakon osnivanja uprave Akademije za prvog dekana bio je izabran prof. Cvjetko Rihtman. Do 1992. godine, na Muzičkoj akademiji školovali su se kandidati iz svih sredina SFR Jugoslavije i proizvodili stručnjaci svih profila, koji su svojim kvalitetom zadovoljavali europske kriterije glazbenog obrazovanja i šire. Mnogi od njih našli su zaposlenje i doživjeli afirmaciju u raznim europskim i svjetskim centrima, doprinoseći visokom renomeu Muzičke akademije u Sarajevu.
Ona je u proteklih preko 50 godina bila značajna za visoko obrazovanje u domenu glazbenog stvaralaštva, glazbene pedagogije i glazbene znanosti, kao i znanstvene ustanove u Bosni i Hercegovini.

## Zgrada Muzičke akademije
Zgrada Muzičke akademije proglašena je za nacionalni spomenik Bosne i Hercegovine. Projektirao ju je arhitekta Josip Vancaš u historicističkom duhu, odnosno neogotičkom stilu, u periodu kada projektuje i druge objekte za potrebe novouspostavljene Vrhbosanske nadbiskupije. Objekt je dimenzija 51,00m x 16,10m. Spratnost objekta iznosi S+P+3(15), a visina objekta do krovnog sljemena iznosi 20,50 m. Na krajnjoj jugozapadnoj strani objekta pozicionirana je osmokutna kula, upisana u kružnicu promjera 7,00 m, pokrivena šatorastim krovom. Glavni ulaz predstavlja dvokrilni lučno završeni drveni portal dimenzija 155cm x 300cm.
U funkcionalnom smislu, objekt predstavlja obrazovnu instituciju, gdje je na etaži prizemlja smještena Osnovna muzička škola, na prvoj etaži Srednja muzička škola, a na trećoj etaži i potkrovlju Muzička akademija. Od sredine 2018. do juna 2020. izvršena je rekonstrukcija zgrade Muzičke akademije.

## Vanjske poveznice
- Muzička akademija u Sarajevu